# Chelonoidis
Pour les articles homonymes, voir Gopher (homonymie).
Genre
Synonymes
- Gopher Gray, 1870
- Elephantopus Gray, 1874
- Pampatestudo Lindholm, 1929
- Darwintestudo Antenbrink-Vetter & Vetter, 1998

Chelonoidis est un genre de tortues de la famille des Testudinidae.

## Répartition
Les 14 espèces de ce genre se rencontrent en Amérique du Sud, dont une (aujourd'hui éteinte) était originaire d'Hispaniola. Chelonoidis carbonaria a été introduite aux Antilles.

## Liste des espèces
Selon TFTSG (23 juin 2011) :
- Chelonoidis abingdonii (Günther, 1877)
- Chelonoidis becki (Rothschild 1901)
- Chelonoidis carbonaria (Spix, 1824)
- Chelonoidis chathamensis (Van Denburgh, 1907)
- Chelonoidis chilensis (Gray, 1870)
- Chelonoidis darwini (Van Denburgh, 1907)
- Chelonoidis denticulata (Linnaeus, 1766)
- Chelonoidis duncanensis (Garman, 1996)
- Chelonoidis hoodensis (Van Denburgh, 1907)
- Chelonoidis nigra (Quoy & Gaimard, 1824)
- Chelonoidis phantastica (Van Denburgh, 1907)
- Chelonoidis porteri (Rothschild, 1903)
- Chelonoidis vicina (Günther, 1875)

En 2017, une nouvelle espèce (disparue) a été décrite (Zootaxa) :
- Chelonoidis marcanoi Turvey, Almonte, Hansford, Scofield, Brocca & Chapman

## Publication originale
- Fitzinger, 1835 : Entwurf einer systematischen Anordnung der Schildkröten nach den Grundsätzen der natürlichen Methode. Annalen des Wiener Museums der Naturgeschichte, vol. 1, p. 105-128 (texte intégral).